# Caza (dessinateur)
Philippe Cazaumayou, dit Philippe Caza ou simplement Caza, est un auteur de bande dessinée et illustrateur français, né le 14 novembre 1941 à Paris.

## Biographie
Fils d’André Caza, caricaturiste sportif (1911-2003), et de Geneviève Rigaud, professeur de dessin, elle-même fille du peintre Pierre-Gaston Rigaud et sœur du peintre de la Marine Jean Rigaud, il passe son enfance dans la région parisienne et son adolescence en Haute-Savoie.
À 18 ans, il remonte à Paris et devient apprenti chez un affichiste, puis il est graphiste publicitaire indépendant.
Après 10 ans passés dans la publicité, il décide en 1968 de s’orienter vers la bande dessinée et l’illustration de science-fiction,. En 1970 paraît Kriss Kool, bande dessinée de SF psychédélique marquée par l’influence combinée de Jean-Claude Forest (Barbarella) et du pop art (Guy Peellaert avec Les Aventures de Jodelle et Pravda la Survireuse).
Il quitte Paris pour s’installer dans les Cévennes, et dans les années 1970, il partage son activité entre des illustrations et couvertures pour diverses publications des Éditions OPTA et des histoires courtes dans le magazine Pilote (Contes hystériques, Le Caillou rouge…)

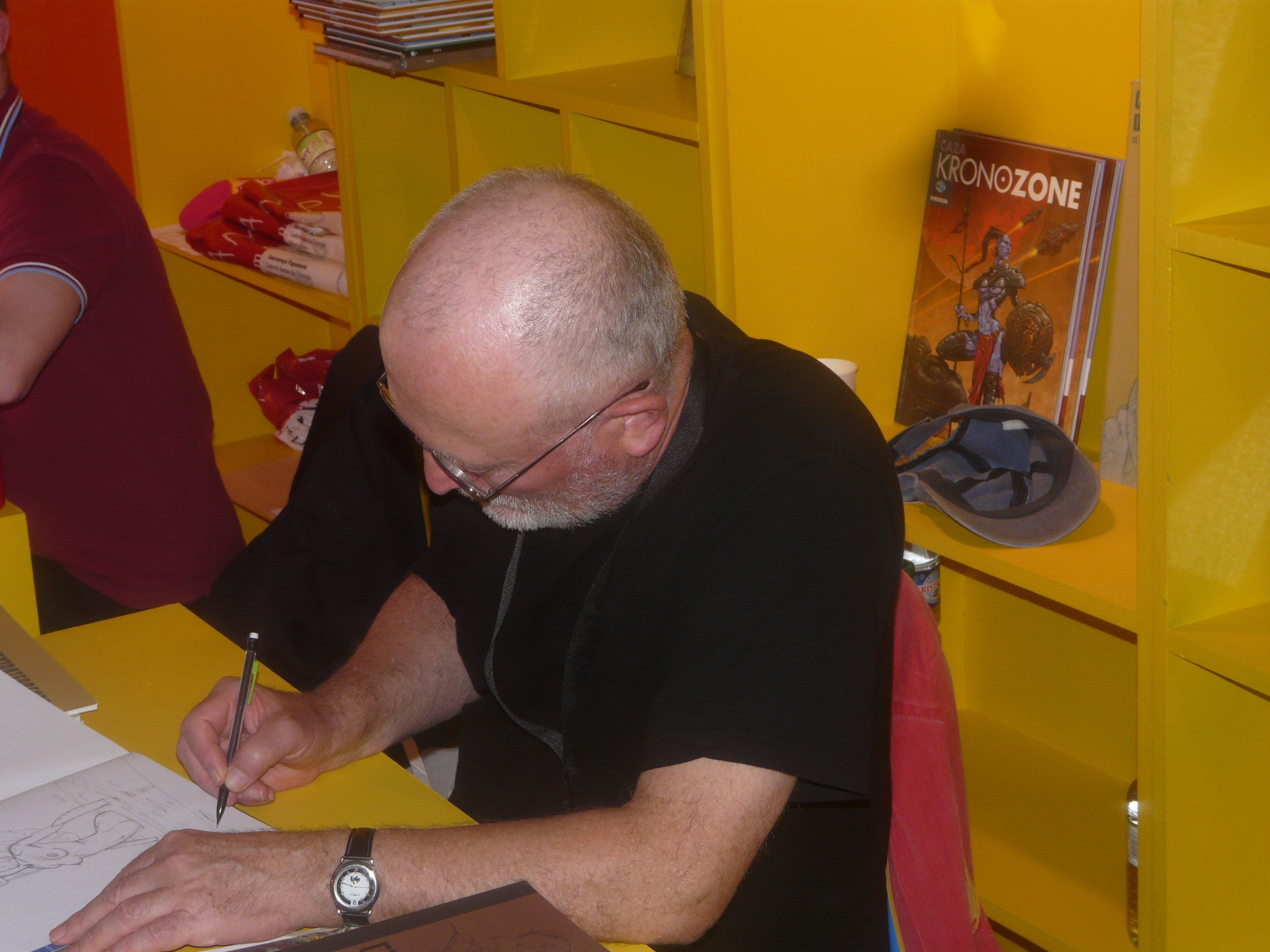
Caza au festival O tour de la bulle de Montpellier en 2008

En 1974, il commence à illustrer la collection de livres de poche J’ai Lu SF, pour laquelle il produira des couvertures de grands classiques de l’heroic fantasy : Catherine L. Moore, Abraham Merritt, Leigh Brackett, etc.
Lorsque paraît Métal Hurlant en 1975, il fournit à ce magazine des histoires de SF à tendance mythologique (Sanguine, L’Oiseau poussière). Son travail est alors basé sur le noir et blanc, il l’abandonnera petit à petit pour un travail en couleur plus pictural (Arkhê, Axolotls).
Dans Pilote, il se met en scène dans Scènes de la vie de banlieue. Ces chroniques, basées sur une satire acerbe de la vie moderne et sur l’intrusion du fantastique dans le quotidien, l’opposent à son voisin, le Français moyen.
Dans les années 1980, il s’installe dans la région de Montpellier. Se consacrant définitivement à la science-fiction, il entame dans Pilote les histoires courtes qui constitueront L’Âge d’ombre. Pour Les Humanoïdes Associés, il fournit la matière du recueil Laïlah où des thèmes mythologiques sont revisités par la SF et l’érotisme.
Dans le même temps, il participe à des portfolios collectifs, illustre Robert Escarpit, publie Mémoires des écumes (spectacle, album, film et disque). Il s’essaye aussi aux décors et costumes de théâtre pour une pièce de Victor Hugo.
De 1985 à 1987, il travaille avec René Laloux au film d'animation de science-fiction Gandahar d’après le roman de Jean-Pierre Andrevon,, ainsi qu’aux courts métrages La Prisonnière (1985) et Comment Wang-Fô fut sauvé d’après les Nouvelles orientales de Marguerite Yourcenar (1988).
À la fin des années 1980, il continue à dessiner des couvertures pour J’ai Lu (Les robots, et le cycle d’Elijah Baley par Isaac Asimov), et illustre celles du Cycle de Skaith de Leigh Brackett (en trois volumes au format de poche parus en 1987 aux Éditions Albin Michel dans la collection "Épées et dragons"). Parallèlement, il se lance dans un nouveau domaine d’illustration, celui du jeu de rôle (Simulacres, L’Appel de Cthulhu) et du jeu vidéo (Kult, Drakkhen).
Dans les années 1990, il se consacre principalement à une longue série en bande dessinée : Le Monde d'Arkadi ou Chroniques de la terre fixe. Il produira également, en tant que scénariste, une série d’heroic fantasy à tendance humoristique, Amiante, dessinée par Patrick Lemordan et il continue toujours à réaliser de nombreuses couvertures pour les romans de science-fiction des éditions J'ai lu. Deux inédits de 1985  illustrent la 1e  (Lady Janet) et la 4e (le Connétable) page de couverture d'"Afabulle" (avril 1992), premier numéro d'une éphémère revue publiée par l'association Pharos, à l'Université Paul Valéry, Montpellier (Dir. Alain Chante).
En 1993, la Maison d'Ailleurs d’Yverdon-les-Bains (Suisse), musée européen de la science-fiction et de l’utopie, lui consacre une exposition rétrospective. Le festival Utopia 2000[Quoi ?] en fait autant.
Le film d’animation Les Enfants de la pluie, tiré d’un roman de Serge Brussolo et réalisé par Philippe Leclerc, sort en 2003, avec une musique de Didier Lockwood. Caza en est le coscénariste et le concepteur graphique,.
Le 17 mars 2010, il illustre Urbite et Orbite pour le Siné Hebdo.
En février 2011, il illustre les pages intérieures de La Chute du Géant Mauve pour l'univers Manga BoyZ.

## Œuvre

### Bande dessinée
- Kris Kool[13], éditions Éric Losfeld, 1970, plusieurs reéditions[14]
- Fume… C’est du Caza !, Kesselring, 1976.
- Scènes de la vie de banlieue[15], Dargaud, coll. « Pilote » :
  1. Scènes de la vie de banlieue, 1977[16].
  2. Accroche-toi au balai, j'enlève le plafond, 1978[17].
  3. L'Hachélème que j'aime, 1979.
  4. Intégrale[15], Les Humanoïdes associés, 2003.
- L’Âge d’ombre, Dargaud :
  1. Les Habitants du crépuscule, 1982.
  2. Les Remparts de la nuit, 1984.
- Arkhê, Les Humanoïdes Associés, coll. « Pied Jaloux », 1982.
- Le Caillou rouge et autres contes (dessin), avec François Bazzoli (scénario), Dargaud, coll. « Histoires fantastiques », 1985.
- Mémoire des écumes (dessin), avec Christian Lejalé (scénario), Dargaud, coll. « Histoires fantastiques », 1985.
- Laïlah, Les Humanoïdes Associés, coll. « Pied Jaloux », 1988.
- Le Monde d'Arkadi :
  1. Les Yeux d'Or-Fé, Les Humanoïdes associés, coll. « Eldorado », 1989.
  2. Le Grand Extérieur, Les Humanoïdes associés,1990.
  3. Arkadi, Les Humanoïdes associés, 1991
  4. La Corne rouge, Les Humanoïdes associés, 1992.
  5. Les Voyageurs de la mer morte, Les Humanoïdes associés, 1993
  6. Noone, Les Humanoïdes associés, 1996.
  7. Le Château d’Antarc[18], Delcourt, coll. « Conquistador », 2004.
  8. Pierres de Lune, coll. « Conquistador », 2007.
  9. Le Jour de l’arche[19], coll. « Neopolis », 2008.
- Marie Moinard et collectif, En chemin elle rencontre... : Les artistes se mobilisent contre la violence faite aux femmes, Vincennes/Paris, Des ronds dans l'O / Amnesty International, septembre 2009, 96 p. (ISBN 978-2-917237-06-9)
- Amiante[20] (scénario), avec Patrick Lemordan (dessin), Soleil Productions, coll. « Soleil de nuit » :
  1. La Cité perdue de Kroshmargh, 1993.
  2. L'Île du géant triste, 1994.
  3. Le Labyrinthe de la lune pâle, 1995.
  4. La Clef de pierre-étoile, 1997.
- Chroniques de la terre fixe : Nocturnes, Delcourt, coll. « Conquistador », 1999[21].
- « Noces », dans Vampires, Carabas, 2001, p. 27-30.
- Kronozone (artbook)[22], Delcourt, 2004.
- Le jardin délicieux, Caza ebook, 2012[23]

### Illustration
- Caza 30×30, Les Humanoïdes Associés, 1979[24].
- Chimères, Les Humanoïdes Associés, 1988.
- De métal et de chair, La Sirène, 1994.
- L’Œil du dragon, La Sirène, 1996.
- Les mois sont de papier, Le Pythagore, trois volumes, 2003-2008.
- Caza - Une monographie, de Richard Comballot, Mosquito, 2000[25]
- Dialogue avec l’extraterrestre, Le Pythagore, 2005.
- Manga BoyZ, Le Grimoire, 2011.
- Philippe Caza - Carnets de croquis, Éditions Armada, 2014[26]

### Pochette d'album
- Ummon (album) (en), album du groupe de rock psychédélique français Slift, 2020[27].
- Ilion (album) (en), Slift, 2024.
- Passion at a Distance, Leo Courbot, 2024.

### Exposition
- 1997 : Caza collabore aux côtés de 4 autres auteurs majeurs de la BD de science-fiction française (Jean-Claude Mezières, Moebius, Vatine et Beb-Deum) à l'exposition Météorites... Mégalithes ! produite par la société Pavillon noir de Pascal Dejax. À cette occasion, Or-fé le robot musicien est recréé en 3D[28]. L'exposition est présentée dans les festivals BD de Colomiers, Chambéry, Illzach, Darnetal, au festival de SF de Roanne et dans 13 autres villes françaises.

### Cinéma

#### Courts métrages
- La Prisonnière[5] : court métrage (durée : 7 min) d'animation fantastique français réalisé par René Laloux et Philippe Caza, scénario de Caza d'après sa bande dessinée Équinoxe, dessins de Caza, 1985.
- Comment Wang-Fô fut sauvé: court métrage (durée : 15 min) d'animation réalisé par René Laloux, sur des dessins de Caza, adaptation de la nouvelle éponyme de Marguerite Yourcenar, 1987.

#### Longs métrages
- Gandahar[3],[4]+, film d'animation français de science-fiction réalisé par René Laloux sur une histoire de Jean-Pierre Andrevon et des dessins de Philippe Caza, sorti en 1988 (durée : 79 min).
- Les Enfants de la pluie[10],[11],[12], un film d'animation réalisé par Philippe Leclerc, scénario de Philippe Caza et Laurent Turner, d'après un roman de Serge Brussolo (À l'image du dragon), musique de Didier Lockwood, 2003 (durée : 83 min).

### Dessins de presse
- Pour en finir avec 2009 eBOOK (PDF et ePUB) Quinoa Design éditions, 2012, Collection CAZA/eBOOK
- La Fin du Monde ne passera pas ! Livre papier et eBOOK (PDF et ePUB) Quinoa Design éditions, 2012, Collection CAZA/eBOOK

## Distinctions
- 1983 :  Prix Adamson du meilleur auteur international pour l'ensemble de son œuvre[29].
- 1997 et 1999 :  Prix Ozone Artiste / Illustrateur[30].
- 2015 :  Prix Cyrano[30].
- 2023 : Prix Ayerdhal[31]